# Lovejoy (Géorgie)
Pour les articles homonymes, voir Lovejoy.
Lovejoy est une ville américaine située dans le Clayton dans l’État de Géorgie.

## Démographie
| 1980 | 1990 | 2000  | 2010  | - | - |
| ---- | ---- | ----- | ----- | - | - |
| 205  | 754  | 2 495 | 6 422 | - | - |

## Traduction
- (en) Cet article est partiellement ou en totalité issu de l’article de Wikipédia en anglais intitulé « Lovejoy, Georgia » (voir la liste des auteurs).